# أيوزي غارسيا بيريز
أيوزي غارسيا بيريز (بالإسبانية: Ayoze García) (مواليد 22 نوفمبر 1985 في بيرتو دي لا كروز - إسبانيا) لاعب كرة قدم إسباني يلعب حاليا لصالح نادي الدرجة الأولى تينيريفي الإسباني منذ 2002 في مركز الجناح الأيسر كما يجيد اللعب في مركز الجناح الأيمن .

## روابط خارجية
- أيوزي غارسيا بيريز على موقع قاعدة بيانات كرة القدم.إي يو (الإنجليزية)
- أيوزي غارسيا بيريز على موقع Soccerway.com (الإنجليزية)